# Metasphenisca micrura
Metasphenisca micrura är en tvåvingeart som beskrevs av Erich Martin Hering 1942. Metasphenisca micrura ingår i släktet Metasphenisca och familjen borrflugor. Inga underarter finns listade i Catalogue of Life.